# Metzels

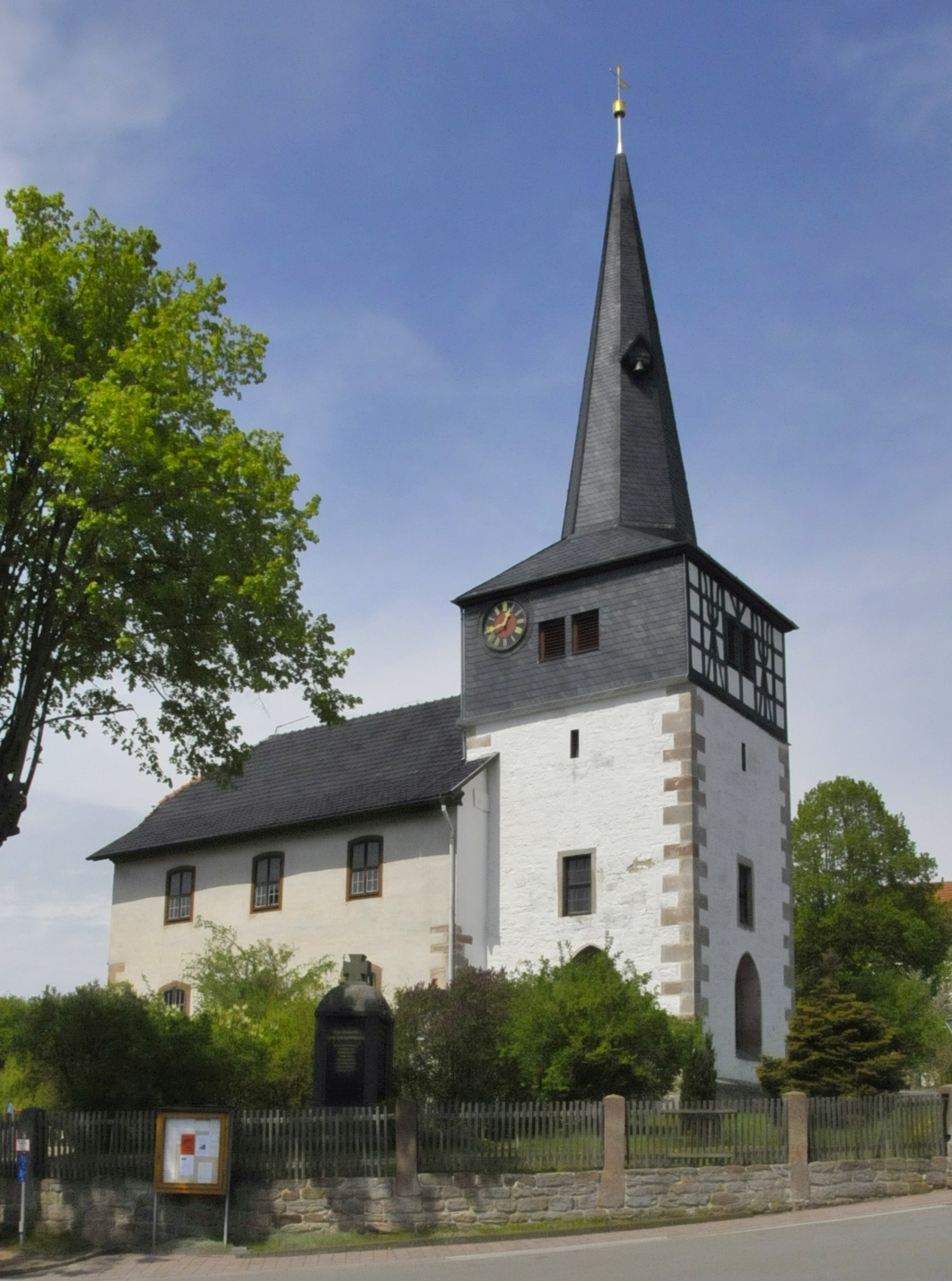
Dorfkirche

Metzels ist ein Ortsteil der Stadt Wasungen im Landkreis Schmalkalden-Meiningen in Thüringen.

## Geografie
Metzels liegt am Nordwestrand des Dolmar auf einem Hochplateau.

## Geschichte
Erstmals wurde der Ort im Jahr 1228 urkundlich erwähnt. Er gehörte ursprünglich zum Besitz des Klosters Fulda. Der Ort kam in der ersten Hälfte des 15. Jahrhunderts zum hennebergischen Amt Wasungen, das ab 1500 im Fränkischen Reichskreis lag. Es gehörte ab 1680 zum Herzogtum Sachsen-Meiningen. Bis zur Aufteilung der Grafschaft Henneberg im Jahr 1660 wurde die Gerichtsbarkeit noch von der Zent Meiningen ausgeführt, erst dann kam der Ort auch gerichtlich zu Wasungen.
Bei Metzels soll der chronikalischen Überlieferung des 16. Jahrhunderts nach im Jahre 1228 eine Schlacht in dem Krieg zwischen den Grafen von Henneberg und dem Hochstift Würzburg geschlagen worden sein, in der Graf Heinrich von Beichlingen und Heinrich II. von Sternberg als Verbündete des Bischofs von Graf Poppo VII. von Henneberg besiegt wurden, nachdem sie von Meiningen durch den Wallbachgrund kommend überrumpelt worden waren.
Aus Metzels wird 1673 ein Fall von Hexenverfolgung berichtet: Es handelte sich um einen Mann.
In der Nacht zum 14. Februar 1945 wurde eine viermotorige Handley Page Halifax der Royal Air Force mit der Kennung MZ803 (KN-G) von einem deutschen Nachtjäger abgeschossen. Teile der Maschine kamen auf dem Gebiet der Gemeinde Metzels nieder.
Am 1. Januar 2019 wurde die Gemeinde Metzels in die Stadt Wasungen eingegliedert. Sie gehörte der Verwaltungsgemeinschaft Wasungen-Amt Sand an.

## Politik
Der Ortsteilrat aus Metzels setzte sich aus 6 Ratsfrauen und Ratsherren zusammen. Seit der Kommunalwahl 2024 entfallen alle Sitze auf die Wählergruppe „Zukunft Metzels“.
Der Ortsteil-Bürgermeister ist Janko Goldschmidt. Am 15. Juni 2016 wurde er zum ehrenamtlichen Bürgermeister gewählt, am 12. Juni 2022 wurde er als Ortsteil-Bürgermeister wiedergewählt.

## Kultur und Sehenswürdigkeiten

### Bauwerke
- Ausflugsgaststätte Oberwallbachsmühle in historischem Mühlengebäude
- St. Nikolai (Metzels)
- Charakteristisches Fachwerkhaus in der Ortslage

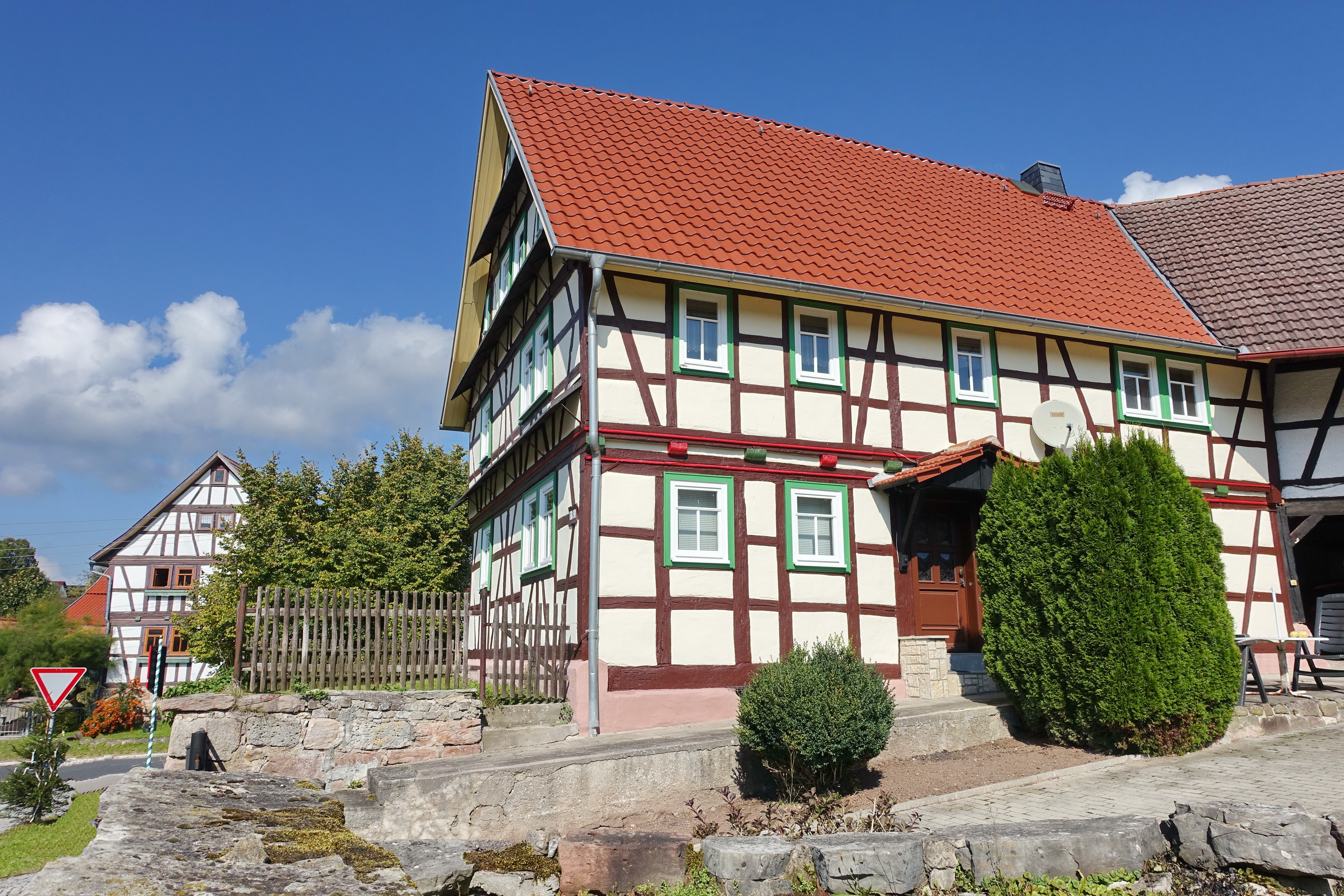
Metzels, charakteristisches Fachwerkhaus

### Regelmäßige Veranstaltungen
- Kirschenkirmes im Juli, die ihren Ursprung im ehemaligen Anbau von Süßkirschen in der Gemeinde hatte.
- Trachtenkirmes, immer Ende September

## Persönlichkeiten
- Johann Gottfried Vierling (1750–1813), Komponist

## Verkehr
Der Ort liegt am Endpunkt der K2524, die über Wallbach (circa drei Kilometer südwestlich) nach Walldorf (circa fünf Kilometer südwestlich) zur Bundesstraße 19 führt.